# Stora Alsjön
Stora Alsjön är en sjö i Södertälje kommun i Södermanland och ingår i Tyresån-Trosaåns kustområde. Sjön är 7,3 meter djup, har en yta på 0,0694 kvadratkilometer och befinner sig 54,5 meter över havet. Sjön avvattnas av vattendraget Ogaån. Vid provfiske har abborre och sarv fångats i sjön.

## Delavrinningsområde
Stora Alsjön ingår i det delavrinningsområde (655438-159185) som SMHI kallar för Utloppet av Stora Alsjön. Medelhöjden är 64 meter över havet och ytan är 0,88 kvadratkilometer. Det finns inga avrinningsområden uppströms utan avrinningsområdet är högsta punkten. Ogaån som avvattnar avrinningsområdet har biflödesordning 2, vilket innebär att vattnet flödar genom totalt 2 vattendrag innan det når havet efter 16 kilometer. Avrinningsområdet består mestadels av skog (58 procent), öppen mark (11 procent) och jordbruk (22 procent). Avrinningsområdet har 0,73 kvadratkilometer vattenytor vilket ger det en sjöprocent på 1,2 procent. Bebyggelsen i området täcker en yta av 3,48 kvadratkilometer eller 6 procent av avrinningsområdet.